# Lana Wood
Lana Wood (* 1. März 1946 in Santa Monica, Kalifornien; eigentlich Svetlana Nikolaevna Gurdin) ist eine US-amerikanische Schauspielerin und Filmproduzentin.

## Leben
Die Eltern von Lana Wood, Nikolai Zakharenko und Maria geb. Zudilova, waren russische Emigranten, die fern ihres Heimatlandes aufwuchsen. Vater Nikolai in Vancouver und Mutter Maria in China. Nach ihrer Heirat zogen die Eltern nach Santa Monica, Kalifornien. Hier wurde Lana unter dem Namen Svetlana Nikolaevna Gurdin geboren, da ihre Eltern zu diesem Zeitpunkt ihren Familiennamen legal in Gurdin geändert hatten. Da ihre ältere Schwester Natalia Nikolayevna Zakharenko bereits den Künstlernamen Natalie Wood führte, übernahm auch Lana für ihre Schauspielkarriere den Namen Wood.
Ihre erste nennenswerte Rolle hatte Lana Wood als 10-Jährige in John Fords Westernklassiker Der Schwarze Falke: Ihre Schwester Natalie spielte dabei in dem Film die Rolle der jungen Erwachsenen Debbie Edwards, Lana stellte Debbie Edwards als Kind dar. Im Erwachsenenalter setzte Lana Wood ihre Karriere fort und bekam Mitte der 1960er-Jahre feste Rollen in den Fernsehserien The Long, Hot Summer und Peyton Place.
Nachdem im April 1971 Fotografien von Lana Wood im Playboy veröffentlicht worden waren, erhielt sie die Rolle des Bondgirls Plenty O’Toole in dem 1971 erschienenen James-Bond-Film Diamantenfieber (Diamonds Are Forever). Die von ihr gespielte Figur wird auf Veranlassung von Bonds Gegenspieler in einen Swimmingpool geworfen. Ähnliche Kinoerfolge wie die ihrer Schwester blieben Lana Wood allerdings anschließend versagt, sie war aber insbesondere in den 1970er-Jahren eine vielbeschäftigte Darstellerin im US-Fernsehen und in B-Movies. In den 1980er-Jahren verlegte sich Lana Wood zunehmend auf Arbeiten als Filmproduzentin, trat aber seit 2008 auch wieder für einige Low-Budget-Filme vor die Kamera.
2004 verfilmte der US-amerikanische Regisseur Peter Bogdanovich Natalie Woods Lebensgeschichte mit der Südafrikanerin Justine Waddell in der Hauptrolle unter dem Titel The Mystery of Natalie Wood. Lana Wood war als Koproduzentin an dem Film beteiligt. In den letzten Jahrzehnten gab Lana Wood viele Interviews über den Tod ihrer Schwester und vertrat darin die Meinung, dass Woods Ehemann Robert Wagner für ihren Tod mindestens mitverantwortlich sei. Über ihre Schwester schrieb sie das Buch Natalie, A Memoir by Her Sister (1984). Im November 2021 veröffentlichte Lana Wood ihre Biografie Little Sister. In dieser bekräftigte sie das lange herumschwirrende Gerücht, dass Kirk Douglas ihre Schwester Natalie als Jugendliche vergewaltigt habe.
Lana Wood war sechsmal verheiratet, wobei zwei ihrer Ehen später annulliert wurden, und hat eine Tochter.

## Filmografie (Auswahl)
- 1955: Und wäre die Liebe nicht... (One Desire)
- 1956: Der Schwarze Falke (The Searchers)
- 1962: Ein Fremder kam an (Five Finger Exercise)
- 1964: Auf der Flucht (The Fugitive; Fernsehserie, Folge Detour on a Road Going Nowhere)
- 1965: The Fool Killer
- 1965: The Girls on the Beach
- 1965: The Long, Hot Summer (Fernsehserie, 23 Folgen)
- 1966–1968: Peyton Place (Fernsehserie, 80 Folgen)
- 1967: Bonanza (Fernsehserie, Folge The Gentle Ones)
- 1968: For Singles Only
- 1969: Der Henker des Teufels (Scream Free!)
- 1970: Black Water Gold (Fernsehfilm)
- 1970: The Over-the-Hill Gang Rides Again (Fernsehfilm)
- 1971: O’Hara, U.S. Treasury (Fernsehfilm)
- 1971: Diamantenfieber (Diamonds Are Forever)
- 1972: Justin Morgan Had a Horse
- 1972: A Place Called Today
- 1972: Kobra, übernehmen Sie (Mission: Impossible; Fernsehserie, Folge The Deal)
- 1974: QB VII (Fernseh-Miniserie)
- 1975: Who Is the Black Dahlia? (Fernsehfilm)
- 1976: Nightmare in Badham County (Fernsehfilm)
- 1976: Baretta (Fernsehserie, Folge Shoes)
- 1976/1979: Starsky & Hutch (Fernsehserie, 2 Folgen)
- 1977: Corey: For the People (Fernsehfilm)
- 1977: Speedtrap
- 1977: Grauadler (Greyeagle)
- 1978: Eingekreist (A Question of Guilt)
- 1979: Captain America (Fernsehfilm)
- 1979: Captain America II: Death Too Soon (Fernsehfilm)
- 1982: In Teufels Namen (Satan's Mistress)
- 1983: Capitol (Fernseh-Seifenoper, regelmäßige Rolle)
- 1983: Mike Hammer – Mord auf Abruf (Murder Me, Murder You; Fernsehfilm, als Produzentin)
- 1984: Ein Colt für alle Fälle (The Fall Guy; Fernsehserie, Folge Always Say Always)
- 2004: The Mystery of Natalie Wood (Fernsehfilm, als Produzentin)
- 2008: Divas of Novella (Fernsehfilm)
- 2010: Renovation
- 2015: Bestseller
- 2018: Wild Faith
- 2019: Bill Tilghman and the Outlaws

## Auszeichnungen
- 1966 nominiert für den Photoplay Award für den vielversprechendsten weiblichen Star